# Giuseppe Garibaldi (cruzador de 1936)
O Giuseppe Garibaldi foi um cruzador rápido operado pela Marinha Real e Marinha Militar Italiana e a décima segunda e última embarcação da Classe Condottieri. Sua construção começou em dezembro de 1933 no Cantieri Riuniti dell'Adriatico e foi lançado ao mar em abril de 1936, sendo comissionado na frota italiana em dezembro do ano seguinte. Era armado com uma bateria principal de dez canhões de 152 milímetros em torres de artilharia duplas e triplas, tinha um deslocamento de mais de onze mil toneladas e conseguia alcançar uma velocidade máxima de 34 nós.
O cruzador participou da intervenção italiana na Guerra Civil Espanhola em 1938, pouco depois de entrar em serviço, e depois transportou tropas para Durazzo durante a invasão italiana da Albânia em abril de 1939. Na Segunda Guerra Mundial, participou da Batalha da Calábria em julho de 1940 e da Batalha do Cabo Matapão em março de 1941, além de diversas operações de escolta de comboios para o Norte da África e interceptação de forças britânicas pelo Mar Mediterrâneo. Suas atividades foram muito reduzidas de 1942 em diante por uma escassez de combustível.
A Itália se rendeu em setembro de 1943 e o Giuseppe Garibaldi foi usado em funções subsidiárias até o fim do conflito. No pós-guerra, a embarcação continuou operando com a Marinha Militar, passando por uma enorme reconstrução e modernização entre 1957 e 1961 que o transformaram em um cruzador de mísseis guiados. Ele recebeu vários lançadores de mísseis e foi o primeiro cruzador de seu tipo na Europa. A embarcação passou o resto de sua carreira ocupando-se principalmente de exercícios de treinamento até ser tirado de serviço em janeiro de 1971 e desmontado.